# Xã Howie, Quận Mountrail, Bắc Dakota
Xã Howie (tiếng Anh: Howie Township) là một xã thuộc quận Mountrail, tiểu bang Bắc Dakota, Hoa Kỳ. Năm 2010, dân số của xã này là 48 người.